# Jan Vervoort
Jan Vervoort (Sint-Oedenrode, 29 december 1948) is een Nederlands striptekenaar.

## Loopbaan
Jan Vervoort debuteerde als striptekenaar in het maandblad Janboel met de strip Jan Trend. Hierna begon hij voor Malmberg te werken, de uitgever van de jeugdbladen Okki, Jippo en Taptoe. Na eerst een korte strip voor Taptoe te hebben getekend was het de bedoeling dat hij voor Jippo de strip Katoen + Pinbal van Joost Swarte zou overnemen. Omdat Joost Swarte deze strip uiteindelijk toch in eigen hand wilde houden werd besloten om een nieuwe strip te beginnen die qua sfeer en uiterlijk op Katoen en Pinbal moest lijken. Vervoort creëerde toen de strip Freezer en Albedil die hij tekende in een klare lijn stijl. Deze stijl heeft hij sindsdien aangehouden. Behalve Freezer en Albedil voor Jippo tekende hij ook de strips Pim Perikel voor Taptoe en Lila + Merijn voor Jippo (1e verhaal) en Taptoe (verhalen 2 tot en met 4). Na zijn werk voor Malmberg heeft hij voor het stripblad Titanic de strip Melior getekend en vervolgens voor het stripblad Eppo Wordt Vervolgd en zijn opvolger Sjors en Sjimmie Stripblad drie verhalen van de strip Elno. De stripverhalen van Freezer en Albedil, Lila + Merijn (de lange verhalen), Melior en Elno zijn in albumvorm uitgegeven.